# Au in der Hallertau
Købstaden Au in der Hallertau (eller: Au i.d.Hallertau) ligger i den nordlige del af er en kommune i i Landkreis Freising Regierungsbezirk Oberbayern i den tyske delstat Bayern. Den ligger i den sydlige del af landskabet Hallertau, der er kendt for sin udbredte humleavl. Da denne avl i århundreder har haft afgørende betydning for området har byen fået supleret sit navn med betegnelse das Herz im Hopfengau, eller Hjertet af humleområdet.
Au i.d.Hallertau ligger i en langstrakt dal på begge sider af den idylliske flod Abens .
Bybilledet er præget af statelige borgerhuse, humlemarker og skove.

## Geografi

### Bydele, landsbyer og bebyggelser
| - Abens - Dellnhausen - Dobl - Grubanger - Günzenhausen - Haarbach - Halsberg - Harham - Haslach - Held - Hemhausen | - Herbersdorf - Hirnkirchen - Hofen - Holzhof - Holzmair (ved Haslach) - Holzmair (ved Reicherts.) - Holzschmud - Kleintonhof - Königsgütler - Kranzberg - Kreiden | - Kürzling - Leitersdorf - Mösbuch - Mooshof - Neuhub - Neuhuber - Osseltshausen - Osterwaal - Piedendorf - Reichertshausen - Reith | - Rohregg - Rudertshausen - Schausgrub - Scheckenhausen - Seysdorf - Sillertshausen - Sindorf - Trillhof - Willertshausen - Wolfersdorf - Zimmerhans |

### Nabokommuner
Au in der Hallertau grænser til følgende kommuner (med uret, fra nord): Rudelzhausen, Nandlstadt, Attenkirchen, Wolfersdorf, Schweitenkirchen, og Wolnzach.